# Велибор Васович
Велибор Васович (на сръбски: Велибор Васовић) е югославски футболист и треньор. Най-известен като футболист на холандския Аякс, на който е капитан към края на кариерата си. Играе като либеро, ляв бек или опорен халф. Има 32 мача и 2 гола за югославския национален отбор.
След края на кариерата си работи като юрист и спортен коментатор. През 90-те години е явен критик на управлението на югославския футбол и създава „Сдружение за развитие и просперитет на югославския футбол“.

## Клубна кариера
Започва кариерата си в Партизан, след като е забелязан от Флориан Матекало. Дебютира за първия тим през 1958 г. и печели три шампионски титли в състава на „гробарите“. През 1963 г. договорът му с Партизан изтича, от което се възползва Цървена звезда. „Звездашите“ дават на играча 5 милиона динара. Трансферът предизвиква скандал и фенски протести. Васович дори получава заплахи за живота си от офицери на Югославската народна армия. В Звезда Васович започва сезона като титуляр, но през зимната пауза Партизан започва да преговаря с играча за завръщане. От Звезда отказват офертата, но Велибор престава да попада в състава заради преговорите с бившия си тим.
Все пак през лятото на 1964 г. Васович се завръща в Партизан. Някои от феновете и футболистите не приемат обратно бранителя, което води и до разцепление в съблекалнята. Скоро ръководството е сменено и през сезон 1965/66 Партизан достига финала на Купата на европейскте шампиони, загубен с 1:2 от Реал Мадрид. Васович вкарва гола за белградчани в двубоя.
През 1966 г. Васович става първият чуждестранен футболист в историята на холандския Аякс. По спомените на Йохан Кройф Васович е спомогнал за налагането на тоталния футбол със своите физическа мощ, опит и психическа устойвичост. Тимът се превръща в хегемон на местната сцена, печелейки 3 титли и 3 купи на страната за 5 сезона. През 1969 г. Аякс губи финала на Купата на европейскте шампиони с 1:4 от Милан, като Васович вкарва гола за Аякс. През 1971 г. е капитан на тима, спечелил КЕШ за първи път в историята си. Поради заболяване от астма скоро след финала прекратява кариерата си.

## Национален отбор
Записва 32 мача и 2 гола за Югославия между 1961 и 1966 г., но никога не участва на голям форум.

## Треньорска кариера
Между 1971 и 1973 г. е треньор на Партизан. След това води клубове във Франция, Египет и Гърция без особен успех. Единственият му трофей е титлата на Югославия през 1987/88, спечелена като треньор на Цървена звезда.

## Успехи

### Като футболист
- Югославска Първа лига – 1960 – 61, 1961 – 62, 1962 – 63, 1963 – 64, 1964 – 65
- Ередивизи – 1966 – 67, 1967 – 68, 1969 – 70
- Купа на Холандия – 1966 – 67, 1969 – 70, 1970 – 71
- КЕШ – 1970 – 71

### Като треньор
- Югославска Първа лига – 1987 – 88